# Виттгенштайнер-Ланд
50°58′36″ с. ш. 8°19′46″ в. д.

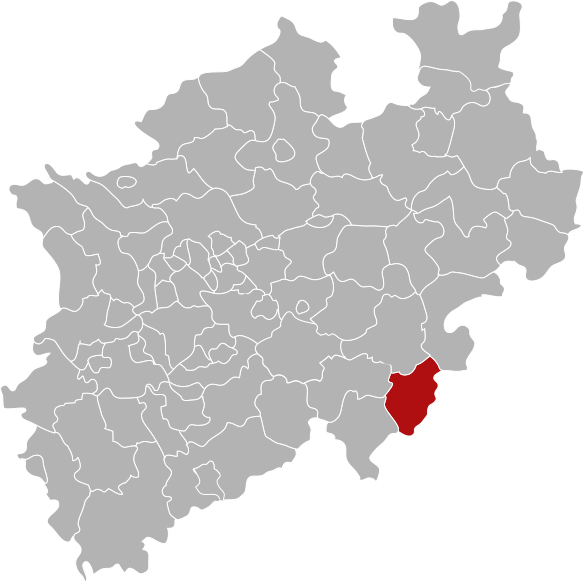
Территория существовавшего в Северном Рейне-Вестфалии до 1975 г. района Виттгенштайн

Виттгенштайнер-Ланд (нем. Wittgensteiner Land, дословно — «земля Виттгенштайнов, в традиц. рус. — Витгенштейнов») — природно-исторический среднегорный регион на юго-востоке  Северного Рейна-Вестфалии (Германия). Большей своей частью расположен в административном районе Зиген-Виттгенштайн (административный округ Кёльн), а небольшая часть — в районе Хохзауэрланд (административный округ Арнсберг).
Виттгенштайнер-Ланд практически соответствует бывшему району Виттгенштайн, который в рамках местного административного реформирования был ликвидирован и преобразован в три общины (Бад-Берлебург, Бад-Ласфе и Эрндтебрюк) в новом районе Зиген-Виттгенштайн.
Высокогорные деревни Хоэляйе, Лангевизе, Нойастенберг и Молльзайфен, расположенные северо-восточнее Бад-Берлебурга, стали поселениями города Винтерберга, и теперь входят в природный среднегорный регион Зауэрланд.

## География

### Геологическая основа
В геологическом отношении территория Виттгенштайна покоится на окаменевших морских отложениях (в основном песчаники и сланцы) девонского периода, смятых в горные складчатые сооружения более позднего герцинского тектогенеза.На этих отложениях, значительно уничтоженных денудационными процессами, несогласно залегают более поздние слои третичного и четвертичного периодов. 
Большой вклад в дело геологического изучения Виттгенштайна внесли учёные: Август Денкманн, Вильгельм Шмидт, Герман Райх и др.

### Рельеф
В геоморфологическом отношении Виттгенштейнер-Ланд чётко разделена водоразделом между речными бассейнами Эдера и Лана, который достигает высоты более 680 м в районе вершин Эбшло и Беренкопф. Северный склон занят территориями коммуны Эрндтебрюк и города Бад-Берлебурга (водосборный бассейн верхнего Эдера). Южный склон занят городом Бад-Ласфе (водосборный бассейн верхнего Лана). На выходе из Виттгенштейнер-Ланд Эдер примерно на 90 метров выше выхода Лана, поэтому самая низкая точка территории расположена в долине Лана на абсолютной высоте примерно 290 м у Нидерласфе. Самой высокой точкой бывшего района была  вершина Геркенштайн (792,7 м) на водоразделе между Одеборном и Ленне на крайнем северо-востоке. На современной территории Виттгенштайнер-Ланд наиболее высокой вершиной является Альбрехтсберг (772,1 м). Она расположена на юго-западе, в хребта Ротхар на водоразделе между Ленне и Эдером. Как вершина она действительно самая высокая, но самое высокое место в регионе находится на крайнем северо-востоке где граница проходит по склонам гор Цигенхелле (816 м) и Валлерсхёе (812 м), расположенных в Хохзауэрланде. Самая высокая точка южной части региона — гора Компас (694 м), расположенная на крайнем юге.
В настоящее время около 19 тысяч человек проживает в обширной городской зоне Бад-Берлебург, около 13,5 тысяч человек в Бад-Лаасфе, около 7 тысяч человек в Эрндтебрюке и около 350 человек в горных деревнях, что составляет около 40 тысяч жителей на площади 488,66 км² старого района.

### Природно-территориальные комплексы (ПТК)

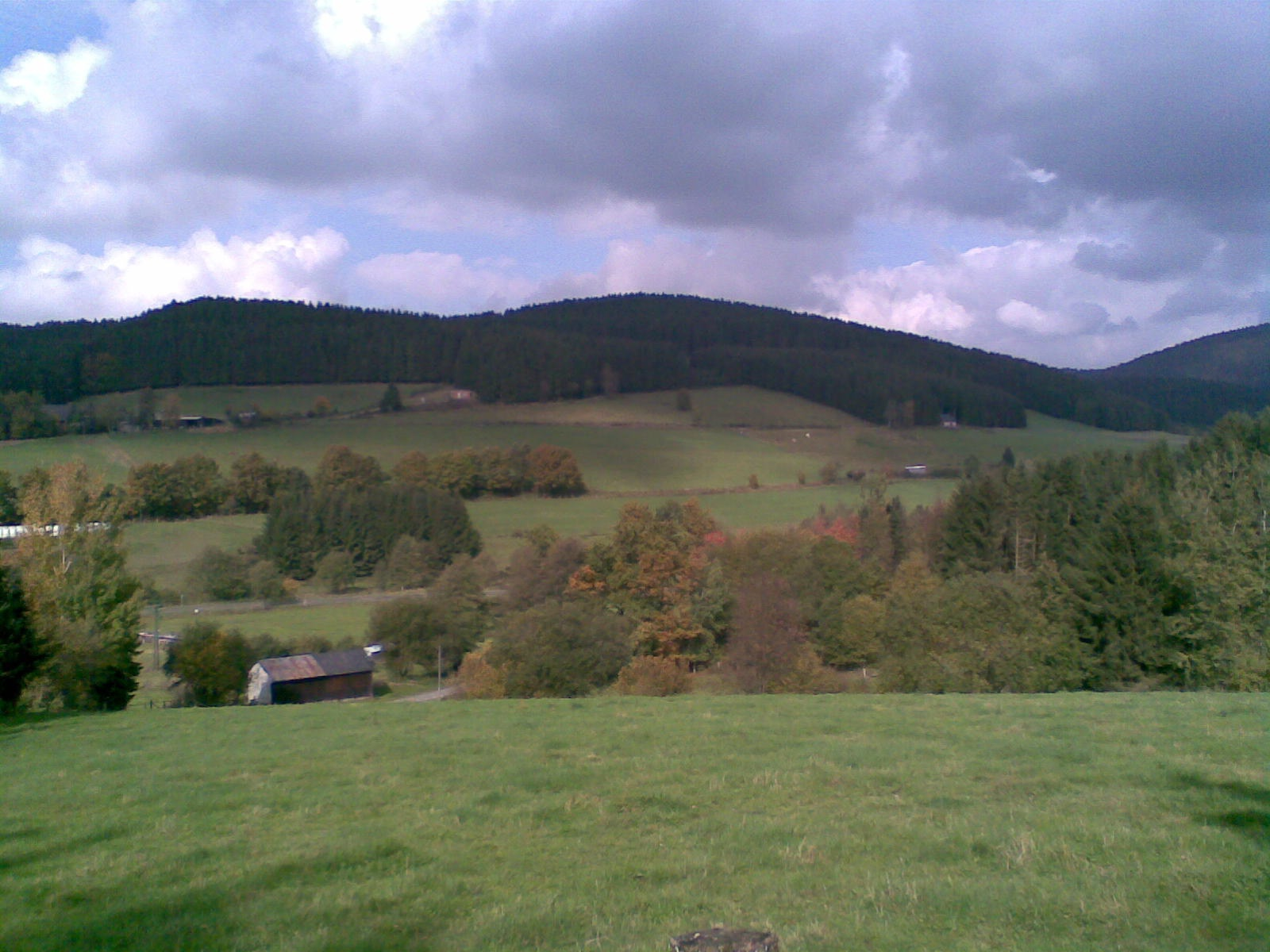
Виттгенштайнер-Ланд у Вемлигхаузена

В 1957 году были выпущены очередные тома (совмещённые 4-й и 5-й) справочника по природно-территориальному делению, где в Германии была описана крупная природно-географическая единица площадью 468,8 км² под названием „Виттгенштайнер-Ланд“, которая до этого уже была нанесена на карту в 1954 году. Помимо собственно Виттгенштайна, сюда также входили части внутренних районов земли Гессен. И наоборот, периферийные районы исторической территории, такие как долина Верхнего Лана возле Ласфе и более высокие части Ротхаргебирге, включая деревни на горах к юго-западу от Калер-Астен, были исключены.
Однако с продолжением картирования территорий в 1960 году и выпусками отдельных листов (125 Марбург (1960), 111 Арользен (1963), [4] 110 Арнсберг (1969) и 124 Зиген (1972) основной единицы „Виттгенштайнер-Ланд“ не стало, а ландшафты, ранее сгруппированные под неё, были в значительной степени отнесены к Ротхаргебирге (основная единица 333) и в меньшей степени также к горному хребту Остзауэрланд (322). Сохранились следующие основные ландшафтные ПТК:
- Виттгенштайнер Каммер (Wittgensteiner Kammer) (333.1)
- Ауэр Эдербергланд (Auer Ederbergland) (333.42)
- Зюдвиттгенштайнер Бергланд (другой вариант Виттгенштайнер Ланбергланд) (Südwittgensteiner Bergland) (Wittgensteiner Lahnbergland) 333.2
- Заккрфайфе (Sackpfeife) (333.3; практически почти весь в Гессене)
- Хинтерлендер Эдербергланд (Hinterländer Ederbergland) (332.1)

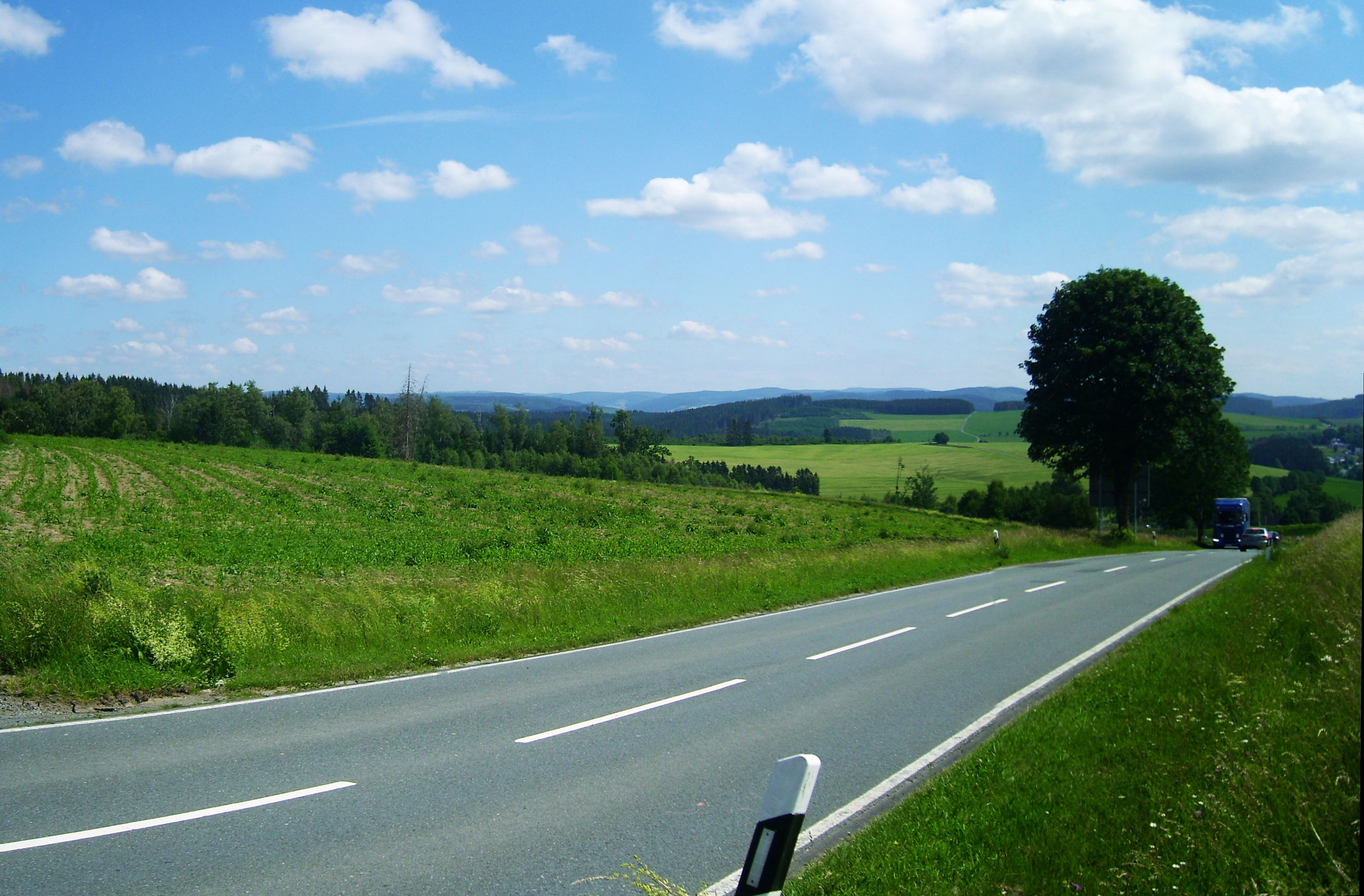
Холмистый пейзаж Виттгенштайнер Каммер; на заднем плане видны видные главные горы Ротхаргебирге, в том числе Калер-Астен и Цигенхелле

„Виттгенштайнер Каммер“ представляет собой в значительной степени безлесную высокую мульду, по которой выработаны долины Одеборна (от Гиркхаузена) и Эдера (от Бергхаузена) на северо-восток до их слияния в Раумланде. От Бергхаузена вверх по Эдеру на запад этот безлесный пойменный ландшафт простирается до Ауэ, а оттуда на север вдоль Каппеля до Вингесхаузена; однако этот ландшафтный комплекс приписывается „Ауэр-Эдербергланду“ на  карте Арнсберга.
Южная часть „Виттгенштайнер Каммер“, представляющая холмистую местность между Раумландом и Эрндтебрюком доходит до Эдера. Лесистые хребты между Ауэ (на севере), Бергхаузеном (на востоке) и Биркельбахом (юго-западе), с отметкой 643 м к северу от Биркельбаха, и узкая долина Эдер между Рёспе и Ауэ, вместе с возвышенностями левой стороны Эдера, выделены в ПТК „Ауэр Эдербергланд“.
Виттгенштейнер-Ланд пересекается посередине в западно-восточном направлении горным хребтом Штюнцель, который создал водораздел Рейн-Везера от Эбшло (686,3 м) через Баренкопф (680 м) до Заккпфайфе (674 м). Геоморфологически четкой западной границы природного ареала Заккпфайфе нет, если только, в отличие от листа 125 Марбурга, за западную границу не принять седловину собственно хребта Заккпфайфе. Граница между Виттгенштейнер-Ланд и соседними территориями Гессена является только культурно-пространственной, но не физико-географической.

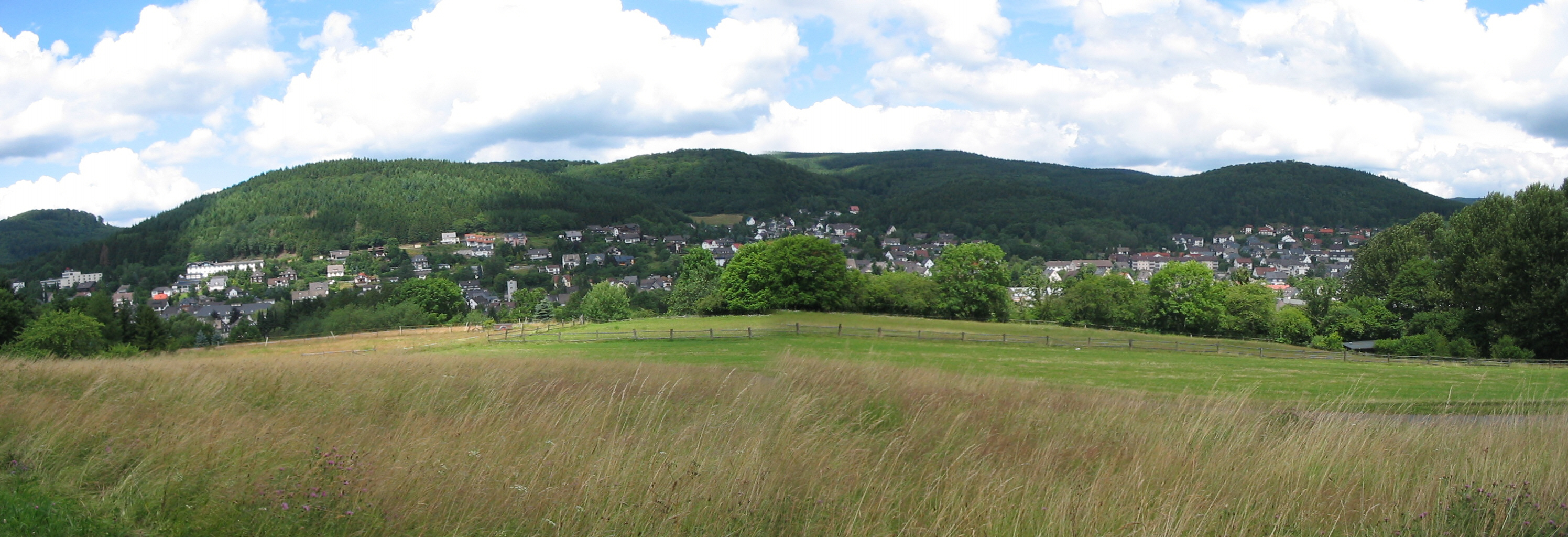
Бад-Ласфе в южном Виттгенштайне

Южная часть региона относится к природно-территориальному комплексу "Зюдвиттгенштайнер Ланд" (Südwittgensteiner Bergland). Сюда входят близкие к истоку или впадающие справа в Лан, в основном необитаемые территории, покрытые лесами. Исключением является бассейн реки Фойдинге с поселением Фойдингеном и несколькими деревнями к северо-западу от деревни. Хайнберг, единственная заслуживающая внимания внутренняя вершина (528,1 м) находится далеко от краевых вершин (на северо-западе Фойдингена).
Северо-восточнее располагается ПТК "Хинтерлендер Эдербергланд" (Hinterländer Ederbergland). Он занимает пространство долины Эдера между населёнными пунктами Доцлар и Беддельхаузен и уходит далее на восток во внутренний Гессен.

### Природоохранные территории
- Бергланд-Виттгенштайн

### Климат
Земля Витгенштейна характеризуется суровым горным климатом, в котором средняя температура падает с востока на запад, в то время как количество осадков значительно увеличивается с высотой, как следует из следующего, уже не актуального (1950-е годы), списка среднегодового количества осадков:
- Регион Эдера
  - Гиркхаузен: 1172 мм
  - Вингесхаузен (440 м): 1145 мм
  - Берлебург (420 м): 1068 мм
  - Эрндтебрюк (495 м): 1157 мм
  - Вундертхаузен (552 м): 1076 мм
  - Шварценау (370 м): 926 мм
- Междуречье
  - Зассенхаузен (564 м): 1172 мм
- Регион Лана
  - Фойдинген (410 м): 1136 мм
  - Ласфе (327 м): 947 мм

Восточнее, в соседних районах земли Гессен, количество осадков продолжает уменьшаться с высотой и достигает 773 мм на Эдере в Хацфельде (350 м) и 776 мм на Лане в Биденкопфе (273 м).
Приблизительно на 90 м более высокое положение долины Эдера по сравнению с долиной Лана не оказывает заметного влияния на климат, но на него оказывает влияние высота окружающих гор, особенно по западной границе Виттгенштайнер-Ланд.

## История

### Первоначальная история заселения
Земля Виттгенштайн заселялась последовательно с востока на запад, начиная с земли Гессен, первоначально в нижних частях двух основных долин Эдера и Лана, которые образуют единственные естественные ворота в горный ландшафт. К 800 году основные долины были заселены примерно до меридиана Раумланда|, затем началось заселение более высоких частей основных и боковых долин.
В районе сегодняшнего города Бад-Берлебург местным археологам удалось по находкам раскопок выявить более 150 стоянок первого поселения кельтского, т.е. дохристианского периода (примерно с 700 г. до н.э.). С этого периода известны городища, построенные кельтами на крутых вершинах холмов. Их крепости нашли недалеко от сегодняшних поселений Ауэ, Доцлар, Хессельбах, Вемлигхаузен и выше города Бад-Ласфе.
Археологические находки, указывающие на доисторическое поселение, также существуют в Банфе (отдельное поселение на территории города Бад-Ласфе). Здесь стоит упомянуть каменный топор из «Вахтеля», а также фрагменты горшков и мисок из ручья Ауэрбах, протекающего через Банфе.

### Заселение во временакаролинговиоттонов
Первые задокументированные упоминания о поселениях Ласфе, Арфельд, Раумланд и Хессельбах относятся к 800 и 802 годам. В то время здесь был создан каролингская пограничная марка против саксонских территорий на севере со сравнительно редким заселением.
В конце 9-го и начале 10-го веков Виттгенштайнер-Ланд принадлежала франконскому Гессенгау — владениям семьи Конрадинов. Согласно ономастическим исследованиям, основное заселение территории началось около 900 г., когда из Гессена при Конрадинах в изначально доступных долинах были основаны новые усадьбы и поселения. Типичным для этой фазы является название, оканчивающееся на -хаузен (например, Диденсхаузен, Бернсхаузен). В следующем столетии были заселены и более высокие горные районы, так что около 1000 года были основаны примерно две трети сегодняшних деревень. За последующие три столетия населены выросло примерно в три раза. Это привело к образованию обычных деревень, состоящих из 10-20 усадьб в старых поселениях, а также к расчистке лесов и созданию еще нескольких поселений на относительно неблагоприятных в климатическом отношении высотах.
Название Виттгенштайн (Widechinstein) впервые упоминается в документе 1174 года, когда граф Вернер I назвал себя в честь замка Виттгенштайн, построенного под этим названием в Ласфе незадолго до этого. В то время этот район был северо-западной частью гораздо более крупного графства «Штиффе» («Штифт»), в котором правили члены семьи графов Райхенбах-Цигенхайн.

### Образование графства Виттгенштайн

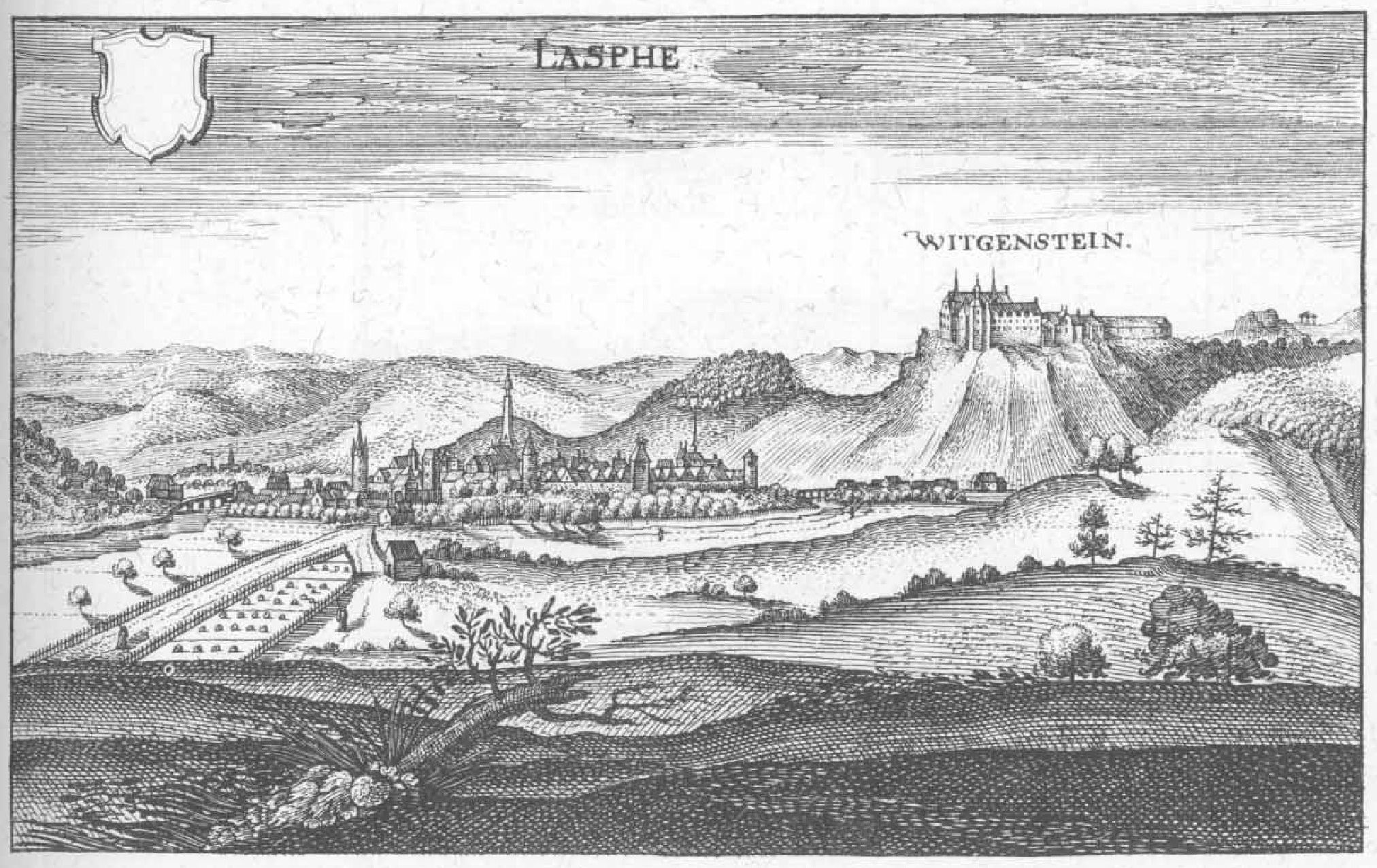
Ласфе и замок Виттгенштайн

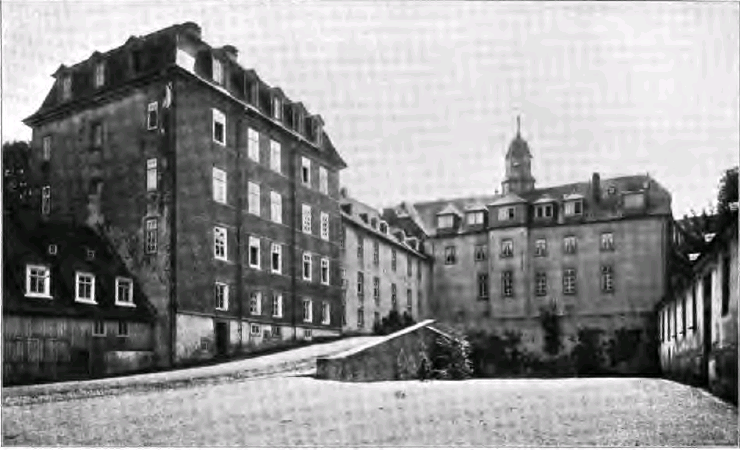
Замок Виттгенштайн — наследственная резиденция Виттгенштайнер-Ланд

Внуки графа Вернера I фон Баттенберга и Виттгенштайна разделили имущество своего отца. В 1238 году граф Зигфрид I получил земли в верховьях рек Лан и Эдер и стал называл себя Зигфридом фон Виттгенштайном. Так началась история независимого графства Виттгенштайн, которое оставалось во владении графов из дома Виттгенштайнов и их преемников из дома Спонхайм-Сайн до распада Священной Римской империи.
Граф Зигфрид I основал город Ласфе примерно в 1240/50 году на месте более старого поселения каролингского периода Виттгенштайн, над которым построил замок  Виттгенштайн, давшим ему свое название. В 1258 году к северу от Эдера был основан второй город, Берлебург, расположенный высоко над Одеборном и защищенный от нападений крутыми склонами долин Одеборна и Берлебаха. Зигфрид I приобрёл права собственности на гору вместе с фогтом Адольфом фон Графшафтом из бенедиктинского монастыря в Графшафте, который стал единоличной собственностью Зигфрида II фон Виттгенштайна в 1322 году.
Следующие графы правили графством Виттгенштайн после того, как мужская линия Виттгенштайнов вымерла в 1361 году:
- Салентин фон Сайн, граф цу Виттгенштайн (ок. 1310 – ок. 1392)
- Иоганн IV фон Сайн, граф цу Виттгенштайн (умер около 1436 г.)
- Георг фон Сайн, граф цу Виттгенштайн (ок. 1400–1472)
- Эберхард фон Сайн, граф цу Виттгенштайн (1425–1494) и его брат Иоганн, впоследствии ставший священнослужителем
- Вильгельм фон Сайн, граф цу Виттгенштайн (1488–1570) и его брат Иоганн (ум. 1551). А их третий брат Георг III был вынужден заняться церковной карьерой, оставшись без наследства.
- Людвиг I фон Сайн, граф цу Виттгенштайн[нем.] (1532–1605)

В конце XV века дом Виттгенштайнов поставил себя под защиту ландграфов Гессен-Марбурга, чтобы отразить нападения со стороны других правителей, особенно Майнцской архиепископии. Однако в то же время поддерживались тесные контакты с Домом Нассау, восходящим к позднему средневековью. В 1605 году произошло разделение на самостоятельные графства Сайн-Виттгенштайн-Берлебург и Сайн-Виттгенштайн-Виттгенштайн.

### Новое время

Герб района Виттгенштайн

В 1806 году, незадолго до конца Старой империи, графы Христиан Генрих цу Сайн-Виттгенштайн-Берлебург (1792 г.) и Фридрих Карл цу Сайн-Виттгенштайн-Гоэнштайн (1801 г.), верные императору, были возведены в сан имперских князей императором Францем II. В этом же году оба княжества были присоединены к Великому герцогству Гессен, но в 1815 году, по решению Венского конгресса, были переданы Пруссии. Воссоединившись в 1817 году, они образовали административный район Виттгенштайн в юго-восточной части провинции Вестфалия. Центром округа стал Берлебург.
1 января 1975 года в соответствии с Законом Зауэрланда-Падерборна Законом Зауэрланда-Падерборна большая часть района Виттгенштайн была объединена с районом Зиген районом Зиген, чтобы сформировать новый район Зиген. Самая северная часть района была добавлена к району Хохзауэрланд. С 1 января 1984 года район Зиген был переименован в район Зиген-Витгенштейн из-за продолжающихся протестов населения Виттгенштайна. Только в 1999 году герб района Зиген-Виттгенштайн был дополнен гербом Виттгенштайна.

## Языковые и культурные особенности
Виттгенштайнский диалект относится лингвистами к гессенской и, следовательно, к рейнско-франконской языковой области. Согласно Мёну и Вайерсхаузену, диалект делится на северный и южный языковые районы, каждый из которых сформирован под влиянием соседних регионов Вестфалии, Гессена и Нассау.
Исторически существовала культурная связь с районами Верхнего Гессена и Зигерланда, а также частично с соседними районами Зауэрланда. Связь с историческим ландшафтом Вестфалии возникла, в частности, в "высоких деревнях Виттгенштайна", которые сегодня относятся к району Хохзауэрланд, потому что с момента их основания графом Казимиром цу Сайн-Витгенштейн-Берлебургом люди из соседнего Зауэрланда поселились здесь и принесли свой язык, католическую религию и обычаи.

## Экономика
Горно-лесная местность определила на многие столетия специализацию на лесном хозяйстве, скотоводстве и горнодобывающей промышленности. В XX веке к ним добавилась сфера обслуживания: курортное хозяйство (климатический курорт) и зимняя горно-лыжная специализация.
В настоящее время в Виттгенштайнер-Ланд действуют и промышленные компании среднего размера, в том числе базируется ряд всемирно известных компаний. Например, группа компаний EJOT, занимающаяся технологиями подключения в автомобильной, электротехнической и электронной промышленности со штаб-квартирой в Бад-Берлебурге. Компания Sonor, основанная в 1875 году, базируется в Ауэ с 1946 года. Самая старая местная пивоварня — пивоварня Бош (Bosch) в Бад-Ласфе, основана в 1705 году.

## Туристские маршруты
- Виттгенштайнер Шиферпфад

## Известные личности

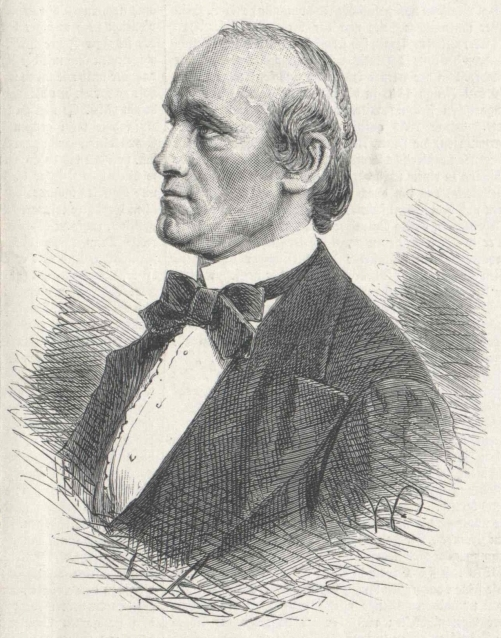
Композитор Фридрих Киль

Выдающейся личностью земли Виттгенштайн является немецкий композитор и музыкальный педагог Фридрих Киль (* 8 октября 1821 г. в Пудербахе (Бад-Ласфе); † 13 сентября 1885 г. в Берлине). Он был одним из самых уважаемых учителей композиции своего времени и одним из выдающихся композиторов эпохи  Роберта Шумана и Иоганнеса Брамса. Киль был похоронен на Старом кладбище Двенадцати Апостолов в Берлине-Шёнеберге, но был перезахоронен 7 октября 1971 года в месте своего рождения Пудербахе.
Австрийская семья промышленников и интеллектуалов Виттгенштайн уходит своими корнями в Виттгенштайнер-Ланд. Первоначально они были ассимилированной еврейской семьей в Ласфе. Одним из старейших известных членов семьи был управляющий поместьем Моисей Майер, работавший на графов Сайн-Виттгенштайн-Хоэнштайн. В соответствии с постановлением, изданным в 1808 году в Вестфальском королевстве, о принятии фамилии в течение трёх месяцев, Моисей Майер выбрал фамилию Майер-Виттгенштайн, связанную с землёй происхождения. Самыми известными потомками этой семьи являются австро-британский философ Людвиг Виттгенштайн и пианист Пауль Виттгенштайн.

## Учёные, исследовавшие Виттгенштайн

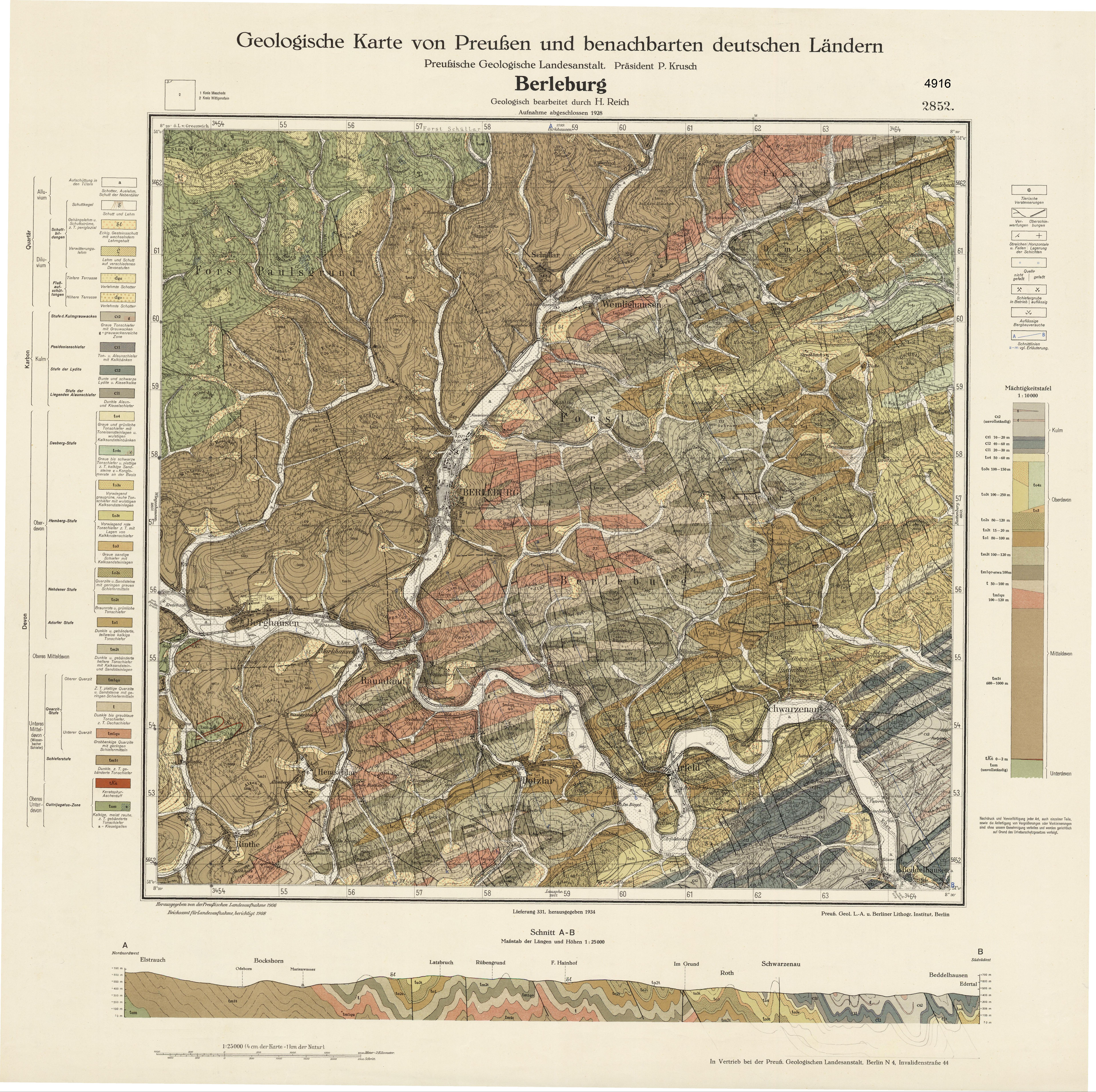
Геологическая карта Берлебурга работы Г. Райха, 1928

- Герман Райх - геофизик и геолог. Составил несколько геологических карт Виттгенштайна в масштабе 1:25 000.[16][17][18]
- Гюнтер Вреде - историк, составивший классическое описание истории княжества Виттгенштайн.
- Эберхард Бауэр - краевед, написавший региональные, в основном исторические, краеведческие работы по земле Виттгенштайн.